# Little Italy (film)
Pour les articles homonymes, voir Little Italy.
Pour plus de détails, voir Fiche technique et Distribution.
Little Italy est une comédie américano-canadienne réalisée par Donald Petrie, sortie en 2018.

## Synopsis
Un jeune couple à l'idylle naissante doit faire face à la guerre de leurs deux familles, propriétaires de pizzérias concurrentes à Toronto.

## Fiche technique
Sauf indication contraire, les informations mentionnées dans cette section peuvent être confirmées par la base de données cinématographiques IMDb,  présente dans la section « Liens externes ».
- Titre original : Little Italy
- Réalisateur : Donald Petrie
- Scénario : Steve Galluccio et Vinay Virmani
- Montage : Michele Conroy
- Costume : Joanna Syrokomla
- Décors : Mary Kirkland
- Musique : Mateo Messina
- Photographie : Thom Best
- Producteurs : Pauline Dhillon et Ajay Virmani
- Société de production  : Firsttake Entertainment
- Distribution : Lionsgate
- Lieu de tournage : Toronto
- Langue originale : anglais
- Genre : comédie
- Durée : 102 minutes
- Dates de sortie :
  - Canada : 24 août 2018
  - États-Unis : 21 septembre 2018
  - France : Directement en VOD (MyTF1)

## Distribution
- Hayden Christensen (VF : Emmanuel Garijo ; VQ : Martin Watier) : Léo Campo
- Emma Roberts (VF : Marie Facundo ; VQ : Claudia-Laurie Corbeil) : Nicoletta « Nikki » Angioli
- Danny Aiello (VF : Thierry Murzeau ; VQ : Jean-Marie Moncelet) : Carlo Campo
- Andrea Martin (VF : Colette Venhard ; VQ : Chantal Baril) : Franca Angioli
- Adam Ferrara (VF : Hervé Rey ; VQ : Jean-François Beaupré) : Salvatore « Sal » Angioli
- Gary Basaraba (VF : Jean-Luc Atlan ; VQ : Denis Roy) : Vincenzo « Vince » Campo
- Alyssa Milano (VF : Magali Barney ; VQ : Julie Burroughs) : Dora Angioli
- Linda Kash (VF : Brigitte Aubry ; VQ : Isabelle Leyrolles) : Amalia Campo
- Vas Saranga (VF : Fred Colas ; VQ : Nicholas Savard L'Herbier) : Jogi
- Amrit Kaur : Jessie
- Jane Seymour (VF : Évelyn Séléna ; VQ : Danièle Panneton) : Corrine
- Andrew Phung (VF : Stéphane Pouplard ; VQ : Christian Grenier) : Luigi
- Cristina Rosato (VF : Nathalie Bienaimé ; VQ : Dominique Laniel) : Gina
- Richard Zeppieri (VF : Gilbert Levy) : Johnny G